# بیت عماد (دهستان)
 بیت عماد  (در عربی:  بیت العِمّاد )
دهستانی است در ناحیهٔ (وصال العالی)، از توابع استان اِب، در کشور یمن در شبه جزیره عربستان. 

## جمعیت
جمعیت این دهستان در حدود ( ۵۸۵۹ ) نفر و (۲۰ خانوار ) می‌باشد. 

## روستاها
روستاهای توابع این دهستان عبارتند از:
- روستاها: العَلّیفْة
- روستاها: بَنُو علی
- روستاها: ذُوعَلیان
- روستاها: علة
- روستاها: عَلهَان
- روستاها: عَلکَمه
- روستاها: ذُوعلل
- روستاها: بَنُو العَلوی